# Motilal Nehru

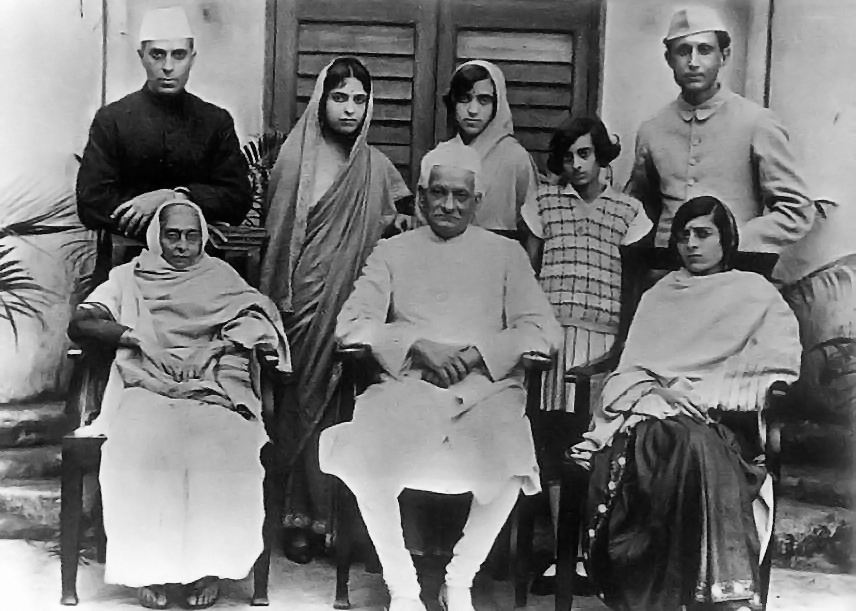
Nehru omgiven av sin familj, cirka 1927.

Motilal Nehru, född 6 maj 1861 i Agra i Uttar Pradesh, död 6 februari 1931 i Lucknow i Uttar Pradesh, var en indisk nationalistisk politiker. Motilal Nehru var far till Jawaharlal Nehru. 
Nehru var bördig från Kashmir, verkade som advokat i Allahabad och slöt sig 1919 till den av Mahatma Gandhi ledda radikala nationalistiska rörelsen och blev från början en av dess mest kända förkämpar. Han var medgrundare till partiet Swaraj Party år 1922, blev 1923 ledamot av lagstiftande församlingen, där han från början blev oppositionens ledare. 1925 blev han ledare för Swaraj Party, som han 1926 lämnade för att återinträda i Kongresspartiet. Han deltog som en av ledarna i den av Gandhi 1930 inledda ohörsamhetskampanjen, fängslades men frigavs åter av hälsoskäl. Nehru blev känd genom sitt 1928 framlagda författningsprojekt, Nehru report.